# Do you love me (Gordy)
Do you love me is een lied geschreven door Berry Gordy. De titel voert terug op een onbeantwoorde liefde, aangezien de hoofdpersoon niet kon dansen. Als hij dat onder de knie heeft, probeert hij het opnieuw ("I can really shake 'em down"). In de Verenigde Staten is de versie van The Contours een grote hit geweest. In het Verenigd Koninkrijk was dat weggelegd voor Brian Poole & The Tremeloes.
Er zijn ongeveer veertig covers bekend door artiesten zoals The Hollies, The Dave Clark Five, The Supremes en Mud. Het kent Franse versies in C’est comme ça, dis van Jimmy Frey en Est-ce que tu m'aimes door Nancy Holloway. Ook is er een Finse vertaling bekend Klu klu (mua rakastatko?).

## The Contours
Do you love me is een single van The Contours. Het is afkomstig van hun album Do you love me (now that I can dance). De single verscheen in juni 1962 en was (voor zover na te gaan) hun derde. Het was de vijfde single die werd afgegeven door Gordy’s eigen platenlabel (G-7005), gedistribueerd door Motown Records (ook van Gordy).
Gordy schreef het lied met The Temptations in het achterhoofd. Echter toen hij het lied wilde opnemen waren de heren van die zanggroep nergens te bekennen. In de Hitsville studio liep Gordy vervolgens The Contours tegen het lijf. Die hadden het moeilijk bij Motown, aangezien hun twee eerder verschenen singles nauwelijks verkochten. Met Do you love me haalden The Countours de Billboard Hot 100. Het zou hun grootste hit blijven.
The Contours bestaande uit Billy Gordon, Billy Hoogs, Hubert Johnson, Joe Billinslea, Sylvester Potts werden begeleid door Heuy Davis op gitaar en de Funk Brothers. Het lied werd mede bekend, doordat na 2:26 het plaatje lijkt op te houden, maar daarna voor enkele seconden nog doorgaat.
De opnamen van The Contours kregen een revival toen Do you love me werd gebruikt in de film Dirty Dancing. Dan pas verscheen het lied ook in die versie in de UK Singles Chart.

### Hitnotering
De single zou uiteindelijk vierendertig weken in de Amerikaanse hitlijst (in 1962 en 1988) staan en hield drie weken lang een derde positie vast.

#### Nederlandse Top 40
Deze hitlijst begon pas in 1965.
| Positie: | 23 | 17 | 10 | 10 | 10 | 12 | 15 | 24 | 35 | 40 | uit |

#### NederlandseSingle Top 100
Het origineel stond in 1963 ook even in de hitparade; het was een verre voorloper van de Single top 100.
| Positie: | 88 | 82 | 80 | 40 | 17 | 13 | 12 | 11 | 8 | 10 | 15 | 18 | 24 | 33 | 50 | 54 | 76 | uit |

#### BelgischeBRT Top 30
Deze hitlijst begin pas in 1970 en kende geen voorlopers.
| Positie: | 26 | 27 | 23 | 27 | 15 | 20 | 22 | uit |

#### VlaamseUltratop 50
Het origineel stond in 1963 ook even in de hitparade; het was de verre voorloper van de Ultratop.
| Positie: | 35 | 37 | 35 | 28 | 13 | 23 | 33 | uit |

#### NPO Radio 2 Top 2000
Do you love me stond alleen in 1999 in de NPO Radio 2 Top 2000, op plek 1765.

## Brian Poole
Brian Poole & The Tremeloes brachten het in 1963 uit in het VK. Het plaatje stond vervolgens veertien weken in de UK Singles Chart, waarvan drie weken op nummer 1.
Tegelijk met Brian Poole en zijn groep kwam The Dave Clark Five met een eigen versie van het nummer. Die kwam niet verder dan de 30e plaats. Toen die plaat het jaar daarop uitkwam in de Verenigde Staten, haalde ze daar echter de elfde plaats in de Billboard Hot 100. Brian Poole & The Tremeloes hebben in de VS nooit een hit gehad.